# Бюньян
Бюньян (тур. Bünyan) — город в провинции Кайсери Турции. Его население составляет 12,505 человек (2009). Высота над уровнем моря — 1337 м.